# N-sferă

O 2-sferă văzută ca un într-o proiecție ortogonală

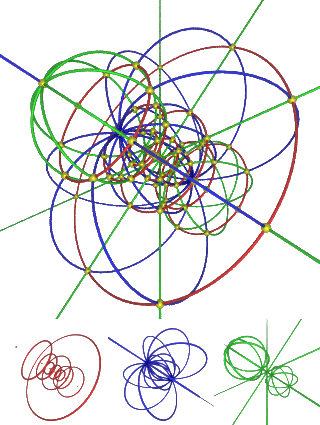
Așa cum o proiecția stereografică poate proiecta suprafața unei sfere pe un plan, ea poate proiecta și o 3-sferă în 3-spațiu. În imagine sunt prezentate trei direcții de coordonate proiectate în 3-spațiu: paralele (roșu), meridiane (albastru) și hipermeridiane (verde).
Deoarece proiecția stereografică este o transformare conformă, curbele se intersectează ortogonal (în punctele galbene) ca în spațiul cvadridimensional.
Toate curbele sunt cercuri: curbele care se intersectează 〈0,0,0,1〉 au o rază infinită (sunt drepte).

În matematică  o n-sferă este un spațiu topologic care este homeomorf cu n-sfera "standard", care este mulțimea punctelor din spațiul euclidian (n+1)-dimensional care sunt situate la o distanță constantă r de un punct fix, numit centru. Este generalizarea unei sfere obișnuite din spațiul tridimensional obișnuit. Raza unei sfere este distanța constantă a punctelor sale până la centru. Când sfera are raza egală cu o unitate, de obicei este numită n-sferă unitate, sau, pe scurt, n-sferă. În ceea ce privește norma standard, n-sfera este definită drept
{\displaystyle S^{n}=\left\{x\in \mathbb {R} ^{n+1}:\left\|x\right\|=1\right\},}
iar n-sfera de rază r este definită drept
{\displaystyle S^{n}(r)=\left\{x\in \mathbb {R} ^{n+1}:\left\|x\right\|=r\right\}.}
Dimensiunea unei n-sfere este n, care nu trebuie confundată cu dimensiunea (n+1) a spațiului euclidian care o conține în mod natural. O n-sferă este suprafața care mărginește o bilă (n+1)-dimensională.
În particular:
- perechea de puncte de la capetele unui segment (unidimensional) este o 0-sferă,
- un cerc, care este circumferința unidimensională a unui disc bidimensional, este o 1-sferă,
- suprafața bidimensională a unei bile tridimensionale este o 2-sferă, numită uzual sferă,
- frontiera tridimensională a unei 4-bile (cvadridimensională) este o 3-sferă,
- frontiera n–1-dimensională a unei n-bile (n-dimensională) este o (n–1)-sferă.

Pentru n ≥ 2 n-sferele, care sunt varietăți diferențiabile⁠(d), pot fi caracterizate (până la un difeomorfism) ca fiind varietăți n-dimensionale simplu conexe, cu curbură constantă pozitivă. n-sferele admit alte câteva descrieri topologice: de exemplu, ele pot fi construite prin lipirea împreună a două spații euclidiene n-dimensionale, identificând limita unui n-cub cu un punct, sau (inductiv) prin formarea suspensiei unei (n–1)-sfere. 1-sfera este o 1-varietate care este un cerc, care nu este  simplu conex. O 0-sferă este o 0-varietate formată din două puncte, care nici măcar nu sunt conexe.
Prin hipersferă se înțelege în general o n-sferă cu n > 2.

## Descriere

### În coordonate euclidiene din(n+1)-spațiu
Mulțimea punctelor din (n+1)-spațiu, (x1, x2, ..., xn+1) care definește o n-sferă, {\displaystyle S^{n}(r)} este dată de ecuația:
{\displaystyle r^{2}=\sum _{i=1}^{n+1}(x_{i}-c_{i})^{2},}
unde c = (c1, c2, ..., cn+1) este centrul, iar r este raza.
n-sfera de mai sus există în spațiul euclidian (n+1)-dimensional și este un exemplu de n-varietate. Volumul ω unei n-sfere de rază r este dat de
{\displaystyle \omega ={\frac {1}{r}}\sum _{j=1}^{n+1}(-1)^{j-1}x_{j}\,dx_{1}\wedge \cdots \wedge dx_{j-1}\wedge dx_{j+1}\wedge \cdots \wedge dx_{n+1}=*dr}
unde ∗ este operatorul Hodge⁠(d) (stea); v. Flanders (1989, §6.1) pentru demonstrație în cazul r = 1. Rezultă
{\displaystyle dr\wedge \omega =dx_{1}\wedge \cdots \wedge dx_{n+1}.}

### n-bilă
Spațiul închis de o n-sferă se numește (n+1)-bilă. O (n+1)-bilă este închisă dacă include n-sfera și este deschisă dacă nu o include.
În particular:
- o 1-bilă este un segment, interiorul unei 0-sfere,
- o 2-bilă este un disc, interiorul unui cerc (1-sferă),
- o 3-bilă este o bilă obișnuită, interiorul unei sfere (2-sferă),
- o 4-bilă este interiorul unei 3-sfere etc.

Prin hiperbilă se înțelege în general o n-bilă cu n > 2.

### Descriere topologică
Topologic, o n-sferă poate fi construită ca o compactificare⁠(d) a spațiului euclidian n-dimensional. Pe scurt, n-sfera poate fi descrisă ca Sn = ℝn ∪ {∞}, care este spațiul euclidian n-dimensional plus un singur punct care reprezintă infinitul în toate direcțiile. În particular, dacă un singur punct este înlăturat de pe o n-sferă, ea devine homeomorfă cu ℝn. Asta formează baza proiecției stereografice.

## Volumul și aria
Vn(R) și Sn(R) sunt volumul n-dimensional al bilei n-dimensionale, respectiv aria suprafeței n-sferei n + 1-dimensionale, de rază R.

Graficele volumelor (V) și ariilor (S) ale n-bilelor de rază 1. Pe imaginea de la commons (faceți la commons clic pe imagine) indicând un punct se va afișa valoarea lui.

Constantele Vn și Sn (pentru R = 1, bila și sfera unitate) sunt legate prin relațiile de recurență:
{\displaystyle {\begin{aligned}V_{0}&=1&V_{n+1}&={\frac {S_{n}}{n+1}}\\[6pt]S_{0}&=2&S_{n+1}&=2\pi V_{n}\end{aligned}}}
Ariile și volumele sunt date și de relațiile:
{\displaystyle {\begin{aligned}S_{n-1}(R)&={\frac {2\,\pi ^{\frac {n}{2}}}{\Gamma \left({\frac {n}{2}}\right)}}R^{n-1}\\[6pt]V_{n}(R)&={\frac {\pi ^{\frac {n}{2}}}{\Gamma \left({\frac {n}{2}}+1\right)}}R^{n}\end{aligned}}}
unde Γ este funcția gamma.
În general, volumul n-bilei de rază R din spațiul euclidian n-dimensional și aria suprafeței n-sferei de rază R din spațiul euclidian (n+1)-dimensional sunt proporționale cu a n-a putere a razei R (cu diferite constante de proporționalitate care depind de n). Se poate scrie Vn(R) = VnRn pentru volumul n-bilei și Sn(R) = SnRn pentru aria suprafeței n-sferei, ambele de rază R, unde Vn = Vn(1) și Sn = Sn(1) sunt valorile pentru raza 1.
În teorie, se pot compara valorile Sn(R) și Sm(R) pentru n ≠ m. Totuși, acestea nu sunt bine definite. De exemplu, dacă n = 2 și m = 3 atunci comparația este de parcă s-ar compara un număr de metri pătrați cu alt număr de metri cubi. La fel la compararea Vn(R) cu Vm(R) pentru n ≠ m.

### Exemple
0-bila este formată dintr-un singur punct. Dimensiunea Hausdorff este numărul de puncte al mulțimii. Prin urmare,
{\displaystyle V_{0}=1.}
0-sfera este formată din două puncte de capăt, {−1,1}. Prin urmare,
{\displaystyle S_{0}=2.}
1-bila unitate este intervalul [−1,1] de lungime 2. Prin urmare,
{\displaystyle V_{1}=2.}
1-sfera este cercul unitate din planul euclidian, care are circumferința (1-dimensională)
{\displaystyle S_{1}=2\pi .}
Zona închisă de 1-sferă este 2-bila, sau discul unitate, care are aria (2-dimensională)
{\displaystyle V_{2}=\pi .}
Analog, în spațiul euclidian 3-dimensional, aria suprafeței (2-dimensională) a 2-sferei este
{\displaystyle S_{2}=4\pi ,}
iar volumul închis de 3-bila unitate (3-dimensională), este
{\displaystyle V_{3}={\tfrac {4}{3}}\pi .}

## Proiecția stereografică
La fel cum o sferă bidimensională din spațiul tridimensional poate fi proiectată pe un plan bidimensional printr-o proiecție stereografică, o n-sferă poate fi proiectată pe un hiperplan n-dimensional de versiunea n-dimensională a proiecției stereografice. De exemplu, punctul [x,y,z] de pe o sferă bidimensională de rază 1corespunde punctului [x/1 − z,y/1 − z] din planul xy. Altfel spus,
{\displaystyle [x,y,z]\mapsto \left[{\frac {x}{1-z}},{\frac {y}{1-z}}\right].}
Analog, proiecția stereografică a unei n-sfere Sn−1 de rază 1 va fi aplicată pe hiperplanul (n−1)-dimensional ℝn−1 perpendicular pe axa xn ca
{\displaystyle [x_{1},x_{2},\ldots ,x_{n}]\mapsto \left[{\frac {x_{1}}{1-x_{n}}},{\frac {x_{2}}{1-x_{n}}},\ldots ,{\frac {x_{n-1}}{1-x_{n}}}\right].}